# 鶴嶺山宝一
鶴嶺山 宝一（かくれいざん ほういち、1959年11月24日 - 2020年3月28日）は、鹿児島県姶良郡加治木町 （現在の姶良市）出身（出生地は東京都墨田区）で、井筒部屋（入門時は君ヶ濱部屋）に所属した元大相撲力士。本名は福薗 好政（ふくぞの よしまさ）。身長182cm、体重122kg。最高位は西十両2枚目（1983年7月場所）。得意手は突っ張り、諸差し、寄り。引退時の四股名は鶴ノ富士。

## 来歴
生まれ育ったのは父・鶴ヶ嶺が居宅及び部屋を構えた墨田区であるが、大相撲入り後は父の出身地である鹿児島県を自身の出身地として届け出た。
父が師匠を務める君ヶ濱部屋（のちに井筒部屋に名称変更）へ入門し、中学校卒業後の1975年3月場所初土俵。同期生には大関若嶋津、霧島、関脇太寿山らがいた。中でも霧島とは同部屋・同期・同学年・同郷の関係である。
入門から6年後の1981年7月場所に弟の福薗（後の逆鉾）とともに十両に昇進したが負け越し、再十両まで1年以上かかった。再び十両に上がってからは定着し、幕内入りも期待されていたが稽古中に右肩を脱臼し、これが思わぬ重傷となって完治せず、その後は休場を繰り返した。長期休場の後は三段目や序二段で優勝したが、怪我は長引き、関取復帰を果たせないまま1990年1月場所をもって廃業。1967年1月に新設された「師匠の実子に限って関取1場所経験」という年寄名跡襲名条件は満たしていたため、この制度を利用して部屋を継承するかどうか注目されていたが、実現しなかった。幕内昇進を果たした暁には師匠の現役名である鶴ヶ嶺を襲名する予定だったらしいが実現できなかった。
鶴嶺山の四股名は従弟の福薗洋一郎（のち鶴ノ富士）を経て井筒部屋の幕下力士・前田一幸（現・音羽山部屋の鋼）が受け継いだ。
廃業後は相撲料理店の業務に従事。その後、東京・両国で「相撲茶屋 寺尾」（店名は弟の四股名同様、実母の旧姓に由来）のオーナーとなった。井筒部屋の味を基本にしつつ、全国の鍋料理を研究して作られたちゃんこ鍋が特徴。
2020年3月28日、急性心不全のため都内の自宅で死去。60歳没。長弟井筒（逆鉾、本名好昭）の死からわずか半年後のことであった。末弟の錣山（元関脇寺尾）によると、亡くなる前日まで墨田区内で経営するちゃんこ店で普段通り接客をしており、呼吸停止の状態で朝に発見された。もともと心臓の持病があったため、睡眠中に体調の急変があったと見られる。四十九日が過ぎるまでは公表を控えていたという。自身の死から3年後の2023年12月には末弟の錣山（寺尾、本名好文）も亡くなっている。

## 人物・エピソード
- 本人が死去した際に当時の角界OBが証言したところによると「照れ屋」であったとのこと。「井筒三兄弟」の長男と言う事で取材の依頼が多かったが、照れ屋な性格のためか廃業後は取材もほとんど断っていた[2]。
- 錣山部屋創設から間もない頃、本業の合間に部屋のちゃんこ作りを行っていた[2]。
- 末弟の寺尾の角界入りは当初反対していた。本人が死去した際に、当時の角界OBは「多少、推測は入るけど」と前置きしつつ、「母と子の関係でいられなくなり女将と弟子という関係を強いられてしまうことは、母に対して甘えん坊だった寺尾にとって酷だったのではないか」という趣旨の内容を、鶴嶺山が寺尾の角界入りに反対した理由として述べていた。結局、寺尾が角界に入門したのは、母が亡くなった後のことであった[7]。

## 家系図
西ノ海（25代横綱）の曾孫（養女の養女の子）、加賀錦（元幕下）の孫、鶴ヶ嶺（元関脇）の長男、薩摩錦（元幕下）の従兄の孫。井筒3兄弟と言われ、長男が鶴嶺山、次男が逆鉾（元関脇）、三男が寺尾（元関脇）。また、鶴ノ富士 （元十両）は従弟に当たり、元中日ドラゴンズ選手の井上一樹は親戚に当たる。。姪（逆鉾の娘）は元宝塚歌劇団娘役の天咲千華。
```
─：血縁　━：養子縁組

 ┌──┐　　　　　┌───┐
 ○  　○　　女┰西ノ海　高千穂
 │ 　 │ 　　 ┃
薩摩錦 ○ 　　 女┰加賀錦
　 ┌─┴─┐　　┃
　 ○　　鶴ヶ嶺┬女
　 │　　┌──┼──┐
鶴ノ富士　寺尾　逆鉾 
鶴嶺山
```

## 主な成績
- 通算成績：326勝260敗93休 勝率.556
- 十両成績：40勝48敗17休 勝率.455
- 現役在位：90場所
- 十両在位：7場所
- 各段優勝
  - 三段目優勝：1回 (1984年5月場所)
  - 序二段優勝：2回 (1985年9月場所、1987年3月場所)

### 場所別成績
| | 一月場所 初場所（東京）   | 三月場所 春場所（大阪）  | 五月場所 夏場所（東京）   | 七月場所 名古屋場所（愛知） | 九月場所 秋場所（東京）   | 十一月場所 九州場所（福岡） |
| --- | ------------------------- | ------------------------ | ------------------------- | --------------------------- | ------------------------- | --------------------------- |
| 1975年 （昭和50年） | x                         | （前相撲）               | 西序ノ口9枚目 3–2–2       | 西序二段120枚目 3–4         | 西序二段122枚目 5–2       | 西序二段80枚目 休場 0–0–7   |
| 1976年 （昭和51年） | 西序ノ口16枚目 5–2        | 西序二段69枚目 5–2       | 西序二段18枚目 4–3        | 西三段目89枚目 3–4          | 東序二段17枚目 6–1        | 西三段目52枚目 3–4          |
| 1977年 （昭和52年） | 東三段目66枚目 5–2        | 西三段目30枚目 4–3       | 東三段目18枚目 3–4        | 西三段目28枚目 4–3          | 東三段目16枚目 3–4        | 東三段目28枚目 6–1          |
| 1978年 （昭和53年） | 東幕下49枚目 3–4          | 東幕下58枚目 4–3         | 東幕下48枚目 4–3          | 東幕下39枚目 3–4            | 西幕下50枚目 4–3          | 東三段目43枚目 3–4          |
| 1979年 （昭和54年） | 東幕下55枚目 3–4          | 西三段目7枚目 5–2        | 西幕下48枚目 5–2          | 東幕下28枚目 3–4            | 西幕下37枚目 6–1          | 西幕下13枚目 4–3            |
| 1980年 （昭和55年） | 西幕下9枚目 4–3           | 西幕下6枚目 5–2          | 西幕下2枚目 4–3           | 西幕下筆頭 3–4              | 西幕下4枚目 2–5           | 東幕下15枚目 5–2            |
| 1981年 （昭和56年） | 東幕下7枚目 4–3           | 東幕下5枚目 4–3          | 西幕下2枚目 4–3           | 西十両13枚目 5–10           | 東幕下5枚目 4–3           | 東幕下2枚目 2–5             |
| 1982年 （昭和57年） | 西幕下14枚目 2–5          | 東幕下29枚目 4–3         | 東幕下19枚目 5–2          | 東幕下11枚目 5–2            | 東幕下5枚目 6–1           | 東十両12枚目 8–7            |
| 1983年 （昭和58年） | 西十両7枚目 9–6           | 西十両3枚目 7–8          | 東十両4枚目 8–7           | 西十両2枚目 3–10–2          | 西十両12枚目 休場 0–0–15  | 西幕下13枚目 2–5            |
| 1984年 （昭和59年） | 西幕下29枚目 休場 0–0–7   | 西三段目3枚目 休場 0–0–7 | 西三段目53枚目 優勝 7–0   | 東幕下49枚目 6–1            | 西幕下24枚目 4–3          | 西幕下18枚目 1–1–5          |
| 1985年 （昭和60年） | 西幕下52枚目 休場 0–0–7   | 西幕下52枚目 休場 0–0–7  | 東三段目33枚目 休場 0–0–7 | 東三段目84枚目 休場 0–0–7   | 東序二段36枚目 優勝 7–0   | 東三段目48枚目 6–1          |
| 1986年 （昭和61年） | 東三段目3枚目 5–2         | 東幕下45枚目 4–3         | 西幕下34枚目 3–4          | 東幕下42枚目 2–5            | 東三段目12枚目 休場 0–0–7 | 西三段目62枚目 休場 0–0–7   |
| 1987年 （昭和62年） | 西序二段12枚目 0–1–6      | 東序二段73枚目 優勝 7–0  | 東三段目68枚目 6–1        | 東三段目16枚目 4–3          | 東三段目3枚目 5–2         | 東幕下41枚目 3–4            |
| 1988年 （昭和63年） | 東幕下52枚目 5–2          | 東幕下31枚目 3–4         | 西幕下39枚目 4–3          | 西幕下28枚目 5–2            | 西幕下15枚目 3–4          | 西幕下24枚目 3–4            |
| 1989年 （平成元年） | 東幕下33枚目 3–4          | 東幕下40枚目 3–4         | 西幕下53枚目 4–3          | 西幕下40枚目 4–3            | 東幕下29枚目 1–6          | 西幕下60枚目 1–6            |
| 1990年 （平成2年） | 東三段目35枚目 引退 3–4–0 | x                        | x                         | x                           | x                         | x                           |
| 各欄の数字は、「勝ち-負け-休場」を示す。 優勝 引退 休場 十両 幕下 三賞：敢=敢闘賞、殊=殊勲賞、技=技能賞 その他：★=金星 番付階級：幕内 - 十両 - 幕下 - 三段目 - 序二段 - 序ノ口 幕内序列：横綱 - 大関 - 関脇 - 小結 - 前頭（「#数字」は各位内の序列） |                           |                          |                           |                             |                           |                             |

## 改名歴
- 福薗（ふくぞの）1975年3月場所 - 1976年1月場所
- 鶴嶺山 好政（かくれいざん よしまさ）1976年3月場所 - 1982年7月場所
- 鶴嶺山 宝一（かくれいざん ほういち）1982年9月場所 - 1984年1月場所
- 福薗 好政（ふくぞの よしまさ）1984年3月場所 - 1986年11月場所
- 鶴ノ富士（つるのふじ）1987年1月場所 - 1990年1月場所